# Waldemar Theodore Schaller
Waldemar Theodore Schaller (* 3. August 1882 in Oakland, Kalifornien; † 28. September 1967 in Washington, D.C.) war ein US-amerikanischer Mineraloge und langjähriger Mitarbeiter der United States Geological Survey (USGS).

## Leben und Wirken
Waldemar T. Schaller, Sohn von Theodore P. und Eliza Bornernan Schaller, erhielt zunächst von seinem Vater grundlegende Kenntnisse auf dem Gebiet der Chemie, bevor er sein Studium in der University of California begann. Nach seinem Bachelor-Abschluss 1903 erhielt er bei der USGS eine Stelle als Assistenz-Chemiker.
Am 1. März 1912 legte Waldemar Schaller für einige Zeit seine Arbeit bei der USGS nieder, um mit seiner Frau Mary Ellen Boyland einige Museen in Europa besuchen und Gespräche mit den dort leitenden Mineralogen führen zu können. Im Juni desselben Jahres erhielt er in München unter Professor Paul von Groth seine Promotion als Doktor der Philosophie mit seinem Beitrag zur Kenntnis der Turmalingruppe.
Schaller war Mitglied in zahlreichen wissenschaftlichen Gesellschaften, so unter anderem der „Mineralogical Society of Amerika“, in der er von 1930 bis 1940 als Schatzmeister, 1921 als Vize- und 1926 als Präsident wirkte. Auch in der „Geological Society of Washington“ war er als Vizepräsident (1934) und Präsident (1935) tätig sowie als Vizepräsident 1936–1937 in der „Washington Academy of Sciences“. Außerhalb Amerikas war er unter anderem Mitglied in der „Mineralogical Society of Great Britain and Ireland“, der Deutschen sowie der Wiener Mineralogischen Gesellschaft. Ebenso war er Mitglied der wissenschaftlichen Vereinigung Sigma Xi und des Cosmos Club.
Nach über 60 Jahren Mitarbeit bei der United States Geological Survey erkrankte Schaller 1965 schwer und verstarb schließlich zwei Jahre später im „Mar Salle Nursing Home“ in Washington, D.C.

## Herausragende Leistungen
Schallers Beiträge zur Mineralogie waren zahlreich und deckten eine breite Palette von Themen ab. Als herausragend kann jedoch vor allem seine Schlussfolgerung betrachtet werden, dass Wasser oder Hydroxyl ein unerlässlicher Bestandteil von Tremolit ist, was in der Folge zu einer neuen Interpretation der Zusammensetzung und Struktur aller Amphibole führte. Ebenso waren seine Studien zur Paragenese der Salzminerale und deren Ablagerungen in New Mexico und Texas aus der Zeit des Perm wegweisend für die britischen Mineralogen und ihre späteren Untersuchungen der englischen Evaporite des gleichen Alters.
Von 1944 bis 1947 war Schaller geschäftsführender Direktor der USGS-Abteilung „Chemistry and Physics“.

## Werke (Auszug)
Waldemar Schallers Bibliographie umfasst an die 300 Schriften und Werke, so unter anderem:
- 1909: The mercury minerals from Terlingua, Texas
- 1914: Colorado ferberite and the wolframite series
- 1916: Cassiterite in San Diego County, California
- 1930: Borate minerals from the Kramer district Mohave Desert, California
- 1932: The crystal cavities of the New Jersey zeolite region und Mineralogy of drill cores from the potash field of New Mexico and Texas

### Mineralbeschreibungen
Schaller gilt als Erstbeschreiber von über 40 neuen Mineralen. Bereits 1905 beschrieb er zusammen mit Louis Caryl Graton den Purpurit.
1912 folgten mit Hydroxylapatit, Sicklerit und Stewartit gleich drei und 1915 mit Bisbeeit, Fernandinit, Minasragrit und Shattuckit gleich vier weitere Mineralbeschreibungen in einem Jahr, wobei Bisbeeit allerdings nach neueren Untersuchungen 1977 von der CNMMNC als mit Chrysokoll identisch diskreditiert wurde.
Mit Kernit kam 1927 ein seltenes, aber wichtiges Erz zur Gewinnung von Bor hinzu, 1950 folgte in korrigierender Beschreibung das Silikat Miserit und 1958 beschrieb er zusammen mit Angelina C. Vlisidis den Ajoit.
Das Mineral Crandallit war zwar bereits 1869 durch B. Kosmann bekannt, erhielt aber erst 1927 durch G. F. Loughlin und Schaller eine exakte Analyse und seinen endgültigen Namen.

## Auszeichnungen und Ehrungen
- 1919 wurde Schaller in die American Academy of Arts and Sciences gewählt.
- 1925 erhielt ein von Gage, Larsen und Vassar beschriebenes Mineral ihm zu Ehren den Namen Schallerit.[10][11]
- 1938 Roebling Medal der Mineralogical Society of America (MSA)
- 1945 Ehrenmitglied der Mineralogical Society of Great Britain and Ireland
- 1952 „Distinguished Service Medal“ der USGS
- 1956 Ehrenmitglied der of the Société française de Mineralogie et Cystallographie
- 1963 Friedrich-Becke-Medaille der Österreichischen Mineralogischen Gesellschaft